# Léon Nassoy
Léon Nassoy est un peintre Lorrain, né à Craincourt, dans le Saulnois, alors en Lorraine allemande, en 1873 et décédé en 1937 sur la colline de Sion. 

## Biographie
Fils d'agriculteur, il est l'élève de Jules Larcher puis va se former à l’académie des Beaux-Arts de Munich.
Il expose en 1900 en France au salon de Nancy, en Suisse et en Grande-Bretagne.
En 1919, à la faveur du « retour de l'Alsace-Lorraine à la France », il devint professeur de dessin, peinture, et modelage à l'école professionnelle de Metz. Il fut un habile restaurateur des œuvres conservées au musée de Metz.
Il exposa au Salon d'hiver en 1924. Il est alors domicilié à Metz, 20 rue Saint-Zacaire.
Profondément attaché à la Lorraine, il mourut à 63 ans sur la colline de Sion, haut-lieu de spiritualité et de « patriotisme Lorrain ».
Sept de ses œuvres sont au musée de la Cour d'Or dont Bouleaux, Église de Craincourt et Atelier de cordonnerie.